# چنگدو جی-۳۶
چنگدو جی-۳۶ نامی پیشنهادی توسط تحلیلگران نظامی برای جنگنده رادارگریز نسل بعدی چینی است که در دست توسعه توسط شرکت هواپیماسازی چنگدو (CAC) قرار دارد. این هواپیما دارای طراحی منحصر به فردی است که شامل دو بال‌دلتا و پیکربندی بدون دم می‌باشد.
در ۲۶ دسامبر ۲۰۲۴، هواپیمای چنگدو جی-۳۶ در حال انجام پرواز آزمایشی در چنگدو، سیچوان چین مشاهده شد. این هواپیما در کنار جنگنده رادارگریز دو سرنشینه چنگدو جی-۲۰اس پرواز می‌کرد. از آنجایی که شماره سریال این هواپیما (۳۶۰۱۱) با ۳۶ شروع می‌شود، این مدل مطابق کنوانسیون نیروی هوایی ارتش آزادی‌بخش خلق چین به احتمال زیاد به عنوان جی-۳۶ نام گذاری شده است، تنها اطلاعات موجود همین اطلاعات زیر هستند
طول: ۲۲.۵ متر
طول بال: ۲۴ متر
مساحت بال: ۲۴۸ متر مربع
وزن حداکثر برخاست: ۵۵ تن
برد عملیاتی: حدود ۳۰۰۰ کیلومتر
حداکثر سرعت: ۲.۵ ماخ

## توسعه و تاریخ
در ژانویه ۲۰۱۹، دکتر وانگ هایفنگ، طراح ارشد شرکت هواپیماسازی چنگدو (CAC) اعلام کرد که چین تحقیقات اولیه را بر روی یک هواپیمای نسل ششم آغاز کرده است و پیش‌بینی کرد که این برنامه تا سال ۲۰۳۵ به نتیجه خواهد رسید. این طرح بار دیگر در سال ۲۰۲۱ توسط رسانه‌های دولتی چین عنوان شد.
گزارش شده است که در سال ۲۰۱۸، شرکت هواپیماسازی چنگدو هشت پیشنهاد برای طراحی نسل ششم جنگنده ارائه کرد و چهار طرح در تونل‌های باد در ارتفاع پایین آزمایش شدند.
در اکتبر ۲۰۲۱، یک هواپیمای جنگنده با طراحی بدون دم در تأسیسات شرکت هواپیماسازی چنگدو مشاهده شد. اطلاعات و شایعات حاکی از آن است که طرح‌های چینی از بال‌پرنده بدون دم یا پیکربندی شبیه به نوک پیکان استفاده می‌کنند که می‌تواند ویژگی‌های استتار گسترده‌تری نسبت به نسل‌های قبلی جنگنده‌ها ارائه دهد. از دیگر ویژگی‌ها می‌توان به فناوری‌های پیشرانه جدید و حسگرهای بهبودیافته که به هواپیما اجازه می‌دهد با گروهی از هواگردهای بدون سرنشین یا هواگردهای جنگی بدون سرنشین (UCAV) و غیره هماهنگ شوند، اشاره کرد.
در فوریه ۲۰۲۳، شرکت صنعت هوانوردی چین (AVIC) مفهوم جنگنده نسل ششمی خود را در رسانه‌های اجتماعی به اشتراک گذاشت. این طرح شامل بال‌های الماسی شکل و طراحی بدون دم بود و با تصاویر قبلی منتشر شده در ارائه‌های مختلف AVIC مرتبط بود.

### مشاهده همگانی در منظر عمومی
در ۲۶ دسامبر ۲۰۲۴، عکس‌ها و ویدیوهای آنلاین نشان داد که شرکت هواپیماسازی چنگدو (CAC) یک نمونه اولیه از هواپیما را در چنگدو، سیچوان به‌طور عمومی در دیدگان مردم به پرواز درآورده است. این هواپیما در حال پرواز در اطراف فرودگاه متعلق به CAC مشاهده شد و دارای طرح بال‌پرنده بدون دم سه‌موتوره است. همراه آن یک جنگنده رادارگریز دو سرنشینه چنگدو جی-۲۰اسبه عنوان هواپیمای تعقیب کننده به پرواز درآمد. تحلیلگران حدس می‌زنند که این هواپیما ممکن است یک نمونه اولیه جنگنده نسل ششم یا یک طرح اولیه بمب افکن تهاجمی باشد که قبلاً به نام JH-XX شناخته می‌شد. ناظران بر این باورند که CAC تصمیم گرفت این پرواز را در ۲۶ دسامبر به مناسبت تولد مائو زدونگ انجام دهد. شواهد همچنین حاکی از آن است که تظاهرات متعددی قبل از پرواز ۲۶ دسامبر رخ داده است.
وزارت دفاع چین، ارتش آزادیبخش خلق، صنعت هوانوردی چین و رسانه‌های دولتی چین آزمایش یا هواپیما را به‌طور رسمی تأیید یا گزارشی ندادند. با این حال، تحلیلگران بر این باور بودند که عدم کنترل پخش فیلم‌های ویدئویی عمدی بوده تا بحث و مباحثه دربارهٔ پروژه‌ها و پیشرفت صنعت هوایی چین را به همراه بیاورد.

## طراحی
احتمال داده می‌شود که سه نوع موتور اصلاح شده شنیانگ دابلیواس-۱۰ یا WS-15 بر روی این هواگرد نصب شده است، در حالی که نصب احتمالی سیستم‌های پیشرانه از نوع دیگر مانند رم جت و موتور سیکل متغیر همچنان در حدس و گمان است. همچنین پیش‌بینی می‌شود نسخه نهایی موتورهای J-۳۶ از نسل بعدی WS-۱۹ باشند. پیکر بندی ورودی هوای J-۳۶ شامل ورودی‌های هوای بالای بدنه است که عملکرد موتورها را بهینه‌سازی کرده و به جنگنده اجازه می‌دهد تا به حداکثر سرعت ۲٫۵ ماخ برسد. زوایای جابجایی بال‌ها نشان دهنده بهینه‌سازی آیرودینامیکی برای سوپرکروز است.ابعاد این جنگنده به گونه‌ای طراحی شده است که بهره‌وری سوخت بالا را فراهم کرده و به عملیات طولانی‌مدت کمک کند و بردی معادل ۳۰۰۰ کیلومتر تخمین داده می‌شود. جایگاه درونی اصلی سلاح که توسط دو جایگاه داخلی سلاح کوچکتر احاطه شده‌اند. دارای طول تقریبی ۷٫۶ متر (۲۵ فوت) است که ظاهراً می‌تواند PL-17 یا مهمات بزرگ هوا به سطح را در خود جای دهد. حجم تسلیحات قابل حمل در این جنگنده به‌طور چشم‌گیری نسب به نسل قبلی افزایش پیدا کرده است.
تصور می‌شود که طراحی کلی هواپیما بر مخفی کاری همه‌جانبه، سرعت بالا، استقامت طولانی، ظرفیت بار بالا و آگاهی هرچه بیشتر از موقعیت اطراف تأکید دارد. در طراحی این جنگنده اصول طراحی پنهان‌کاری رعایت شده و احتمال می‌رود از نسل جدید مواد جاذب راداری و تسلیحات جنگ الکترونیک در این جنگنده استفاده شده است که آن را نسبت به نسل قبلی جنگنده متمایز می‌کند. مشخص نیست که این هواپیما تحت چه نسلی از جت جنگنده قرار می‌گیرد زیرا قابلیت‌های دقیق هواپیما به‌طور عمومی مشخص نیست.